# Paul Hillemacher
Paul Joseph Guillaume Hillemacher (ur. 25 listopada 1852 w Paryżu, zm. 13 sierpnia 1933 w Wersalu) – francuski kompozytor i pianista.
Paul Hillemacher i jego brat, Lucien Hillemacher, tworzyli wspólnie, podpisując swoje kompozycje nazwiskiem Paul Lucien Hillemacher. Byli rzadkim przypadkiem zespolenia dwóch osobowości artystycznych, w których dziele nie da się rozpoznać wkładu indywidualnego. Autorzy scen dramatycznych i dramatów lirycznych. Po śmierci brata Paul powrócił do swojego nazwiska, ale tworzył już niewiele. Jest autorem podręcznika do nauki solfeżu.